# 安大略省伦敦卡车攻击
安大略省伦敦卡车攻击（英語：London, Ontario truck attack，又名安省伦敦市卡车袭击或6·6加拿大伦敦市驾车撞人案）是2021年6月6日发生在加拿大安大略省伦敦的车祸，造成四人死亡，一人受伤。受害家庭為一個穆斯林家庭。目前为止，伦敦警察认为此事件是“出于仇恨的攻击”。受害人46岁的萨尔曼·阿夫扎尔，他的妻子（44岁的玛迪哈·萨尔曼），他的女儿（15岁的尤纳·阿夫扎尔），还有他的母亲（74岁的塔拉特·阿夫扎尔）都被皮卡撞死了。受重伤的法耶兹（9岁）正在接受治疗。
这次攻击是伦敦有史以来最大规模的杀人事件。加拿大穆斯林全国委员会 、加拿大总理贾斯廷·特鲁多、巴基斯坦总理伊姆兰·汗、安大略省省长道格·福特都称这次事件为“恐怖袭击”。目前，伦敦警察在考虑嫌疑人纳撒尼尔·维尔特曼是否该面临恐怖主义指控。

## 背景资料
根据官员，2021年6月6日晚上8時40分左右，一家在伦敦西北方的海德公园道（Hyde Park Road）散步，等着走过十字路口的时候，嫌疑人开着皮卡登上了路边并且撞到了那一家。警察收到了电话后，急救人员立即地到达了现场，试过挽救受害者。一位女士当场死亡，其他人被带往医院抢救。

### 受害者
所有的受害者都是属于一家2007年移居加拿大的巴基斯坦人。他们移居加拿大之前没有家属生活在加拿大。
2021年6月6日的傍晚，一家人出去散步的时候，萨尔曼·阿夫扎尔，玛迪哈·萨尔曼，尤纳·阿夫扎尔，还有塔拉特·阿夫扎尔都死於襲擊。九岁的法耶兹目前还活着。

### 嫌疑人
2021年6月6日，住在伦敦的20岁的纳撒尼尔·维尔特曼开着黑色的皮卡开过了路边，撞到了5名受害者之后，迅速开车离开了现场。他穿着防弹衣式背心在7公里外的商场停车场被捕，并被控四项一级谋杀罪和一项谋杀未遂罪。在2021年6月7日被还押后，他将于周四（2021年6月10日）再次出庭。目前为止，调查人员认为此事件是计划好的有预谋的出于仇恨的行为。调查人员也同样认为受害者是因为伊斯兰信仰而被针对的。在此之前，维尔特曼并没有犯罪记录也不以加入仇恨团体而闻名。他之前与受害者没有任何联系。 一位同事表示，维尔特曼可能在事件发生前一天晚上玩了“像彩弹射击这样使用危害性较小的软弹丸的竞技射击游戏”。目前恐怖主义指控正在被考虑。维尔特曼在斯特拉斯罗伊的一家鸡蛋包装厂工作，住在伦敦市中心考文特市场的一套公寓里。一位同事说，他十几岁离家前在家上学，6个月前从斯特拉斯罗伊搬到伦敦，就读范肖学院。一位穆斯林同事形容他是一位自豪的基督徒，但他指出，在那里工作的四年里，他似乎都很正常地对待穆斯林。据一位同事说，几周前，维尔特曼和朋友在钓鱼。这位同事还说，他在事情发生前3天帮助维尔特曼驾驶他的新卡车，并要求他完成工作，因为他的一名家人去世了。

## 出庭
2021年6月10日，维尔特曼短暂地出庭了。但是，维尔特曼需要申请法律援助。维尔特曼说他只是跟Hardy and Associates刑事律师事务所谈话过而已。即便如此，达蒙·哈迪说自己不是记录在案的律师。负责此案的檢控官是弗雷泽·巴尔与根·莫泽。此案将被延到2021年六月十四日。

## 社会影响
安大略省长道格·福特、加拿大总理贾斯廷·特鲁多、伦敦市长埃德·霍尔德等多名官员谴责维尔特曼的行为。伦敦市长下令降下伦敦市政府外边的旗帜以哀悼三日。加拿大穆斯林全国委员会认为嫌犯應面临恐怖主义指控。